# تپه جاور سینه
تپه جاور سینه ۶۳-K مربوط به دوران پیش از تاریخ ایران باستان تا دوران‌های تاریخی پس از اسلام است و در شهرستان کنگاور، جاده جاور سینه به سمت بردینه واقع شده و این اثر در تاریخ ۱۰ دی ۱۳۸۱ با شمارهٔ ثبت ۶۶۲۰ به‌عنوان یکی از آثار ملی ایران به ثبت رسیده است.